# Diecezja Velletri-Segni
Diecezja Velletri-Segni – diecezja Kościoła rzymskokatolickiego we Włoszech, a dokładniej w Lacjum (Velletri i Segni). Została erygowana 5 maja 1914, w wyniku reorganizacji diecezji Ostia-Velletri. Początkowo nosiła nazwę diecezja Velletri, w 1981 dopisano do niej Segni. Obecny zapis nazwy został ustalony w 1986 roku, po niewielkiej korekcie interpunkcyjnej. Jest jedną z diecezji suburbikarnych, co oznacza, iż posiada równocześnie zwykłego biskupa diecezjalnego (od 2022 bp Stefano Russo) oraz biskupa tytularnego z grona kardynałów biskupów (od 2005 kard. Francis Arinze).